# 新湊信用金庫
新湊信用金庫（しんみなとしんようきんこ、英語：Shinminato Shinkin Bank）は、富山県射水市（旧新湊市）に本店を置く信用金庫である。

## 沿革
- 1924年（大正13年）5月 - 新湊信用組合として発足。
- 1952年（昭和27年）3月 - 新湊信用金庫に改組。
- 2024年（令和6年）4月 - 磁気の影響を受けにくい新しい通帳（Hi-Co通帳）を取扱開始した(Hi-Co通帳に対応していない信用金庫ATMではHi-Co通帳は使えない。) [1]。

## ATMについて
ATMでは、北陸地方3県（富山県・石川県・福井県）内に本店を置く信用金庫（しんきん北陸トライアングルネットワークATMサービス）のカードに限ってATM利用時間内に関わらず入出金手数料が終日無料で利用できるほか、北陸3県以外の信用金庫（しんきんATMゼロネットサービス）のカードでも平日8:45 - 18:00の入出金・土曜9:00 - 14:00の出金に限り手数料が無料で利用できる。